# Anselmo Bergez Dufoo
Anselmo Bergez Dufoo fou un polític alacantí del segle xix, germà del també polític Cipriano Bergez Dufoo. Era un destacat hisendat i propietari de terres, així com militant del Partit Progressista que fou secretari de la Junta d'Agricultura d'Alacant de 1853 a 1859. En 1858 fou tinent d'alcalde d'Alacant en 1858 i alcalde de 1858 a 1864. també fou president del Casino d'Alacant el 1862.
En produir-se la revolució de 1868 fou nomenat president de la Diputació d'Alacant, encara que va dimitir en 1869. Va ser diputat de la Diputació d'Alacant pel districte de Xixona en 1874, 1875 i 1877. També fou un dels fundadors de la Caixa d'Estalvis d'Alacant.